# سوسک (صربستان)
سوسک (به صربی: Susek) یک منطقهٔ مسکونی در صربستان است که در Beočin Municipality واقع شده‌است. سوسک ۱٬۱۳۲ نفر جمعیت دارد.